# No Direction Home
No Direction Home es un documental filmado por Martin Scorsese que se remonta a la vida de Bob Dylan y a su impacto en la cultura y música popular americana en el siglo XX. El filme no cubre la carrera musical al completo de Dylan; se enfoca en sus comienzos, trasladándose desde sus inicios hasta el momento en que sufre el accidente de moto en el verano de 1966, con la consecuente evolución del músico desde sus comienzos en la música folk tradicional hasta su paso al rock.
El largometraje fue estrenado en televisión, tanto en los Estados Unidos (como parte de la serie American Masters, emitida en la PBS) como en el Reino Unido (como parte de la serie Arena de la BBC) el 26 y 27 de septiembre de 2005 respectivamente. Una versión en DVD, así como una banda sonora del documental, The Bootleg Series Vol. 7: No Direction Home: The Soundtrack, serían publicados ese mismo mes.

## Historia
El proyecto, titulado desde un principio como No Direction Home, comenzó a tomar forma en la mente del mánager de Dylan, Jeff Rosen, llevando a cabo varias entrevistas a amigos y asociados del músico. Entre los entrevistados figuraban el poeta Allen Ginsberg y el músico de folk Dave Van Ronk, quienes fallecerían antes de que el documental fuese terminado. También concedería una rara entrevista para la película Suze Rotolo, novia de Dylan durante los primeros años de su carrera, quien comentó más tarde a la revista musical Rolling Stone su satisfacción por el resultado del filme. El propio Dylan se sentaría en una relajada y amena conversación con Rosen durante más de diez horas en el año 2000.
Según Rolling Stone, una fuente anónima y cercana al proyecto había afirmado que Dylan no tenía ninguna relación con el largometraje más allá de la entrevista, diciendo que "[Dylan] no tiene interés en esto... Bob nunca mira atrás." A día de hoy no se conoce la implicación del músico en el documental, si bien en la autobiografía de Dylan, Chronicles, Vol. 1 figura en la producción del proyecto.
Aunque se había recopilado numeroso material inédito para el proyecto, Rosen necesitaba a alguien que lo editara y le diera forma, recayendo su idea en el director Martin Scorsese, quien se vio disponible para desarrollar el largometraje. Scorsese se mostraría satisfecho con el proyecto y se embarcaría en él en 2001.
Durante este tiempo, la oficina de Dylan recopiló cientos de horas de histórico material inédito que se trasladaba desde comienzos de los sesenta hasta 1966, tiempo incluido en la película. El material incluía una grabación algo deteriorada de la primera banda de rock que tuvo Dylan en la escuela, un ensayo de cámara de Andy Warhol y nuevo material del histórico concierto ofrecido en el Manchester Free Trade Hall el 17 de mayo de 1966, donde un seguidor furioso gritó "¡Judas!" antes de que Dylan y the Hawks se enmarcaran en una versión eléctrica de "Like a Rolling Stone". Grabado por D.A. Pennebaker, el material en color fue encontrado en 2004 en un baúl de Dylan.

## El título
El título del documental está extraído de la biografía de Dylan escrita por Robert Shelton en 1986, que a su vez es uno de los versos de la canción "Like a Rolling Stone", del álbum Highway 61 Revisited.

## El cartel
La fotografía incluida en el cartel de la película y en la portada del DVD fue tomado junto a la terminal Aust Ferry en Gloucestershire, Inglaterra, en mayo de 1966, poco antes de que fuera inaugurado.

## Entrevistas
El documental también incluye numerosas influencias en la música de Dylan, entre las cuales destacan:
- John Jacob Niles
- Odetta
- Woody Guthrie (el documental no contiene entrevista)
- The Clancy Brothers
- Joan Baez
- Allen Ginsberg
- Pete Seeger
- Dave Van Ronk
- Webb Pierce
- Hank Williams

## Premios
No Direction Home recibió un Premio Peabody en 2006 y un Premio Columbia-duPont en enero de 2007.